# Gisslingö naturreservat
Gisslingö naturreservat är ett naturreservat i Norrtälje kommun i Stockholms län.
Området är naturskyddat sedan 2015 och är 123 hektar stort. Reservatet omfattar ett område på norra delen av Gisslingö med sjön Stormaren och våtmarker. Reservatet består av barrnaturskog och lövskog.